# Cormoran (voilier)
Inspiré des petits bateaux de pêche locaux, le Cormoran est un type de voilier originaire de la baie de Morlaix dans le Finistère.
Apparu en 1922, c'est un bateau marin et élégant avec son avant bien défendu, sa petite voûte à l'arrière, son bout-dehors et son grééement élancé. Il mesure 4,50 mètres. Sa coque est dotée d’un lest et d'une dérive ; son gréement est de type sloop houari.

## Histoire
Dans un article de la revue nautique Le Yacht de 1946, l'origine du Cormoran est datée de 1922, sur la base d'un plan d'un architecte naval et construit par un chantier de Carantec (Finistère).
Le Cormoran fait partie du paysage maritime de la baie de Morlaix. À l'origine, c'est un « canot à dérive de 4 mètres 50 pour plage, estuaires et rade » .
Dès les années 1920, ces bateaux participent aux régates locales et s'y taillent de beaux succès.
Afin d'éviter tout excès lié à la recherche de performances au détriment des qualités marines propres à ce type de bateau, un premier cadre est fixé en 1931 lors de l'assemblée générale de la Fédération des Sociétés de Régates de la région de Morlaix, imposant une longueur de coque maximale (4m50) et limitant la surface des voiles.
En 1932, un règlement à restriction est établi :
| Longueur maximale de la coque        | 4,50 m                           |
| Largeur minimale                     | 1,80 m                           |
| Tirant d'eau dérive haute            | minimum 0,40 m et 0,60 m maximum |
| Tirant d'eau dérive basse            | 1,10 m maximum                   |
| Surface de voilure Handicap National | 18 m² maximum                    |

À l'intérieur de ce cadre, les architectes navals peuvent imaginer de nouvelles formes, de nouvelles lignes d'eau, de nouveaux volumes. Ce ne sont donc pas des bateaux strictement identiques. Mais tous s'inscrivent rigoureusement dans le cadre officiellement fixé. Le Cormoran est donc ce que l'on appelle une série à restrictions.
En 1934, les propriétaires se constituent en club, adoptent officiellement la dénomination de Cormoran et choisissent le sigle qui devra figurer sur la grand-voile.
Jusqu'à la Seconde Guerre mondiale, le nombre de Cormorans croît rapidement, de nombreux architectes navals dessinent de nouveaux plans et plusieurs chantiers navals en construisent pour des plaisanciers qui naviguent essentiellement en Bretagne.
Pendant le conflit, les activités nautiques sont interrompues, interdites par l'occupant.
Mais dès 1946 les chantiers navals de la baie de Morlaix, en particulier à Carantec et à Roscoff reçoivent de nouvelles commandes et des architectes de renom dessinent de nouveaux plans.
Les décennies 1960 et 1970 voient le nombre de pratiquants de Cormorans fortement diminuer du fait de l'émergence de nouvelles pratiques nautiques et de voiliers désormais construits en matériaux composites et en contreplaqué.
Mais en 1984 un architecte et constructeur de Roscoff, dessine un nouveau plan et construit un Cormoran dont il tire un moule permettant la construction en composite. Plus d'une centaine de Cormorans seront construits sur cette base par plusieurs chantiers en Bretagne. Ce renouveau de la flotte de Cormorans a vigoureusement relancé l'activité régatière de la série tout comme la pratique de pêche de loisir et de promenade.
Il a également amené des constructeurs et des architectes à concevoir de nouveaux plans et proposer de nouvelles formes, tant en composite qu'en bois.
Depuis 2011, la série des Cormorans est constituée en Classe officielle, affiliée à la Fédération Française de Voile.

## Le Cormoran en France
Depuis 1922, il a été construit plus de 315 Cormorans dont environ 150 naviguent aujourd'hui.
L'essentiel des Cormorans est basé en Bretagne, mais l'on en trouve également dans d'autres régions en France, ainsi qu'à l'étranger (Angleterre, Allemagne, Norvège, Grèce...).